# مگس ساقه‌نشین زرد
مگس ساقه‌نشین زرد (نام علمی: Opomyza florum) نام یک گونه از سرده ساقه‌مگسی‌ها است.